# Австрія на літніх Олімпійських іграх 1992
Австрія на літніх Олімпійських іграх 1992 була представлена 102 спортсменами в 17 видах спорту.

## Медалісти
| Медаль | Спортсмен                           | Вид                   | Дисципліна       |
| ------ | ----------------------------------- | --------------------- | ---------------- |
| Срібло | Томас Фрюман Єрг Мюнцнер Гуго Сімон | кінний спорт          | конкур, командні |
| Срібло | Арнольд Йонке Хрістоф Цербст        | академічне веслування | двійки           |